# Sulham
Sulham is een civil parish in het bestuurlijke gebied West Berkshire, in het Engelse graafschap Berkshire en maakt deel uit van de civil parish Tidmarsh with Sulham.